# Liu Jiankun
Pour les articles homonymes, voir Liu.
Dans ce nom chinois, le nom de famille, Liu, précède le nom personnel.
Liu Jiankun, né le 21 juin 1995,, est un coureur cycliste chinois. 

## Biographie
En 2016, Liu Jiankun se classe deuxième de la course en ligne et du contre-la-montre aux championnats de Chine. Il évolue ensuite durant trois ans au sein de l'équipe Mitchelton-BikeExchange, alors réserve de la formation World Tour Orica-Scott. Bon grimpeur, il termine notamment neuvième du Tour de Quanzhou Bay en 2018. Il représente également son pays aux championnats d'Asie et aux Jeux asiatiques. 
Après quelques saisons passées au niveau amateur, il retrouve l'échelon continental en 2022 au sein de la structure Pingtan International Tourism Island. Lors du Tour du lac Qinghai, il se distingue en remportant le classement général, après avoir écrasé l'étape reine. L'année suivante, il décroche la médaille de bronze dans le contre-la-montre par équipes des championnats d'Asie, avec la délégation chinoise.

## Palmarès et résultats

### Par année
- 2016
  - 2e du championnat de Chine du contre-la-montre
  - 2e du championnat de Chine sur route
- 2018
  -  Champion de Chine du contre-la-montre par équipes[3]
- 2022
  - Tour du lac Qinghai :
    - Classement général
    - 3e étape
- 2023
  -  Médaillé de bronze du championnat d'Asie du contre-la-montre par équipes

### Classements mondiaux
| Année                                 | 2018  | 2019  | 2020  | 2021 | 2022  | 2023  |
| ------------------------------------- | ----- | ----- | ----- | ---- | ----- | ----- |
| Classement mondial                    | 1912e | 2109e | 1554e | nc   | 1049e | 1849e |
| UCI Asia Tour                         | 345e  | 190e  | 111e  | nc   | 65e   | nc    |
|                                       |       |       |       |      |       |       |
| Légende : nc = non classéSource : UCI |       |       |       |      |       |       |